# Gabriele Cimini
Gabriele Cimini (ur. 9 czerwca 1994 w Pizie) – włoski szpadzista, dwukrotny medalista mistrzostw świata.
W 2011 roku zdobył brąz w indywidualnej rywalizacji kadetów na mistrzostwach świata juniorów w Jordanii. Na rozgrywanych dwa lata później mistrzostwach świata juniorów w Poreču zdobył złoto w zawodach drużynowych. 
Podczas mistrzostw świata w Kairze w 2022 roku Włosi w składzie: Gabriele Cimini, Davide Di Veroli, Andrea Santarelli i Federico Vismara zdobyli srebrny medal w zawodach drużynowych. Na rozgrywanych rok później mistrzostwach świata w Mediolanie w 2023 roku Cimini, Di Veroli, Santarelli i Vismara zdobyli drużynowo złoty medal. 
Drużynowo zdobył także brąz na mistrzostwach Europy w Nowym Sadzie (2018) i złoto na mistrzostwach Europy w Antalyi (2022).
Wystartował na rozgrywanych w 2021 roku igrzyskach olimpijskich w Tokio, gdzie w zawodach drużynowych zajął siódme miejsce.
Ponadto zdobywał drużynowo brązowe medale na igrzyskach europejskich w Baku (2015) i igrzyskach europejskich w Krakowie (2023).